# 高街 (格拉斯哥)

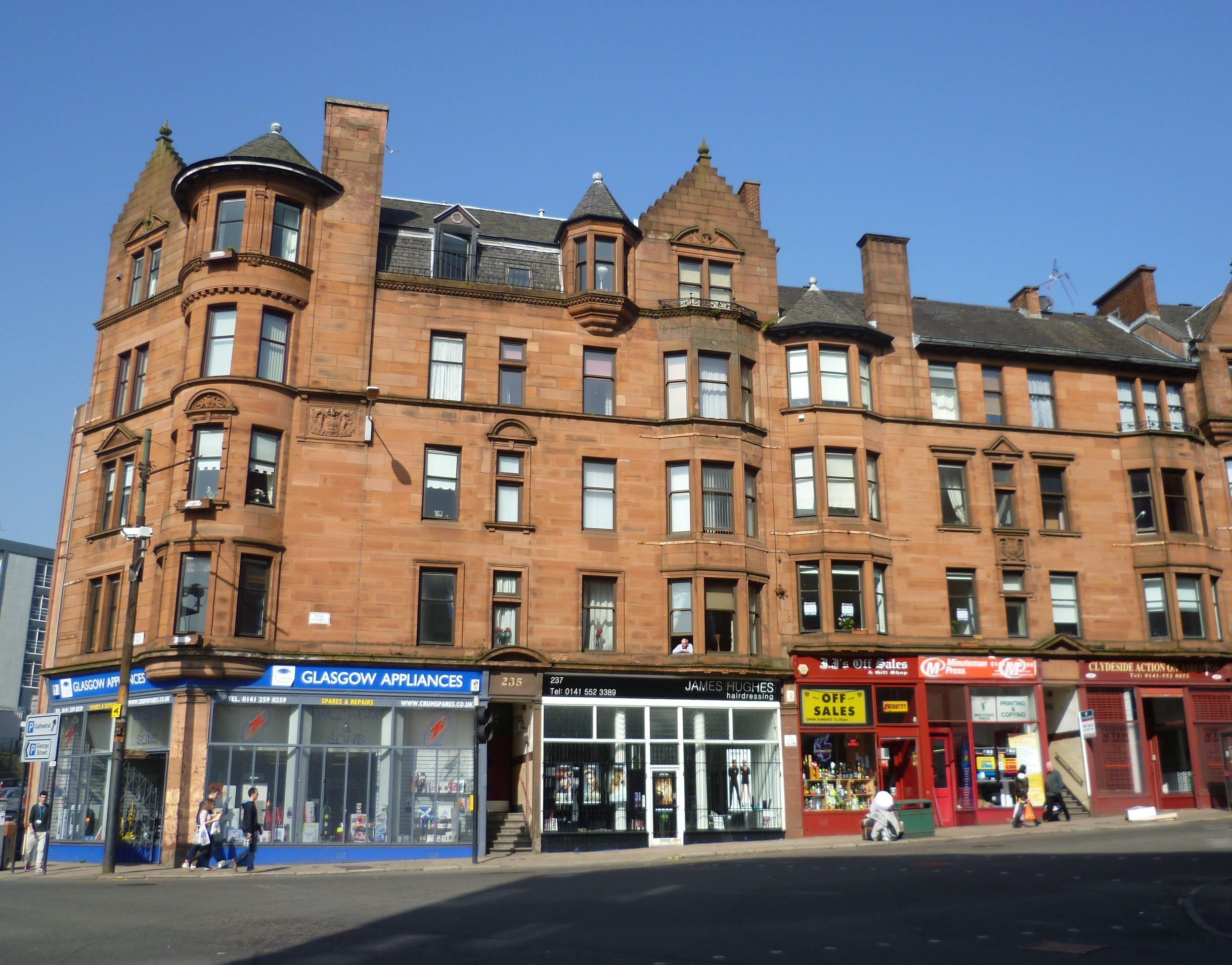

高街（High Street）是苏格兰格拉斯哥最古老的街道，也是该市最具历史意义的重要街道之一。在中世纪，它是该市的主要街道，构成连接城北的格拉斯哥大教堂到市中心格拉斯哥十字，以及继续沿盐市街（Saltmarket）到克莱德河河岸的南北动脉。
从1451年到1870年，格拉斯哥大学位于高街和公爵街路口，后来才搬到西区。其原址改为铁路货场（1968年关闭），废弃货仓的墙壁仍然面临公爵街，将会保留下来，融入新开发项目。

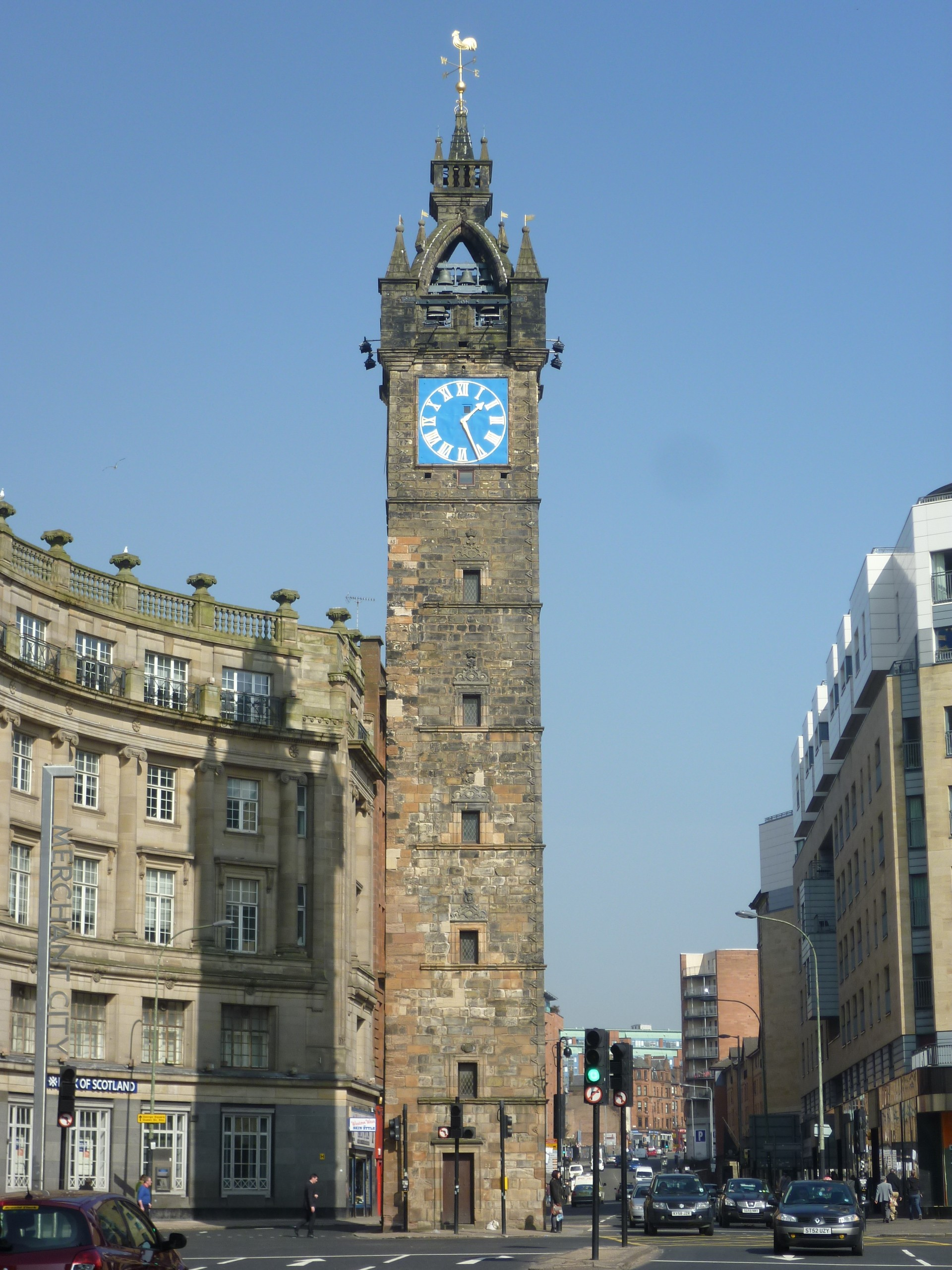

维多利亚时代时代的工业革命引发格拉斯哥大规模的扩张，但是高街的重要性却随着城市的行政功能向西转移到商人城（Merchant City）地区而下降，因而保留了一片中世纪街区。原本设于高街的市政厅也在19世纪末迁到乔治广场。在20世纪，高街的许多地方陷于衰败。然而，到21世纪初，高街开始随着格拉斯哥的经济增长而复兴。大部分废弃的土地重新开发为高级公寓和邻近的斯特拉斯克莱德大学的学生宿舍。火车站附近开发为科学园区，而火车站本身也将大幅改建。
55°51′32″N 4°14′30″W / 55.85881°N 4.24174°W